# MG FF
El MG FF (Maschinegewehr Flügel Fest metralladora de muntatge fix alar) El MG FF era un canó automàtic aeronàutic de 20 mm amb carregador de tambor desenvolupat i produït per la companyia alemanya Ikaria Werke Berlin des del 1936.

## Història i desenvolupament
El MG FF era un canó automàtic de 20 mm desenvolupat el 1936 per l'empresa berlinesa Ikaria-Werke GmbH per a ser instal·lat en els avions de combat de la Luftwaffe durant la Segona Guerra Mundial. Era un derivat del canó suís Oerlikon FF F, del qual l'empresa alemanya havia comprat la llicència.
El canó alemany va ser dissenyat de manera compacta i una mida petita per utilitzar-lo tant en una configuració ofensiva com defensiva. A partir de 1936, any de la seva introducció, es va convertir en el canó estàndard de 20 mm instal·lat en els avions de la Luftwaffe fins al 1941, quan va començar a ser substituït gradualment pel més modern MG 151/20.
El MG FF presentava alguns desavantatges, com ara una baixa cadència de foc i una baixa velocitat de sortida, així com l'emmagatzematge limitat de municions als seus tambors. En canvi, era molt lleuger i curt. Però, fins i tot amb la mida compacta, la instal·lació d'ala als caces Messerschmitt Bf 109 i Focke-Wulf Fw 190 no va ser fàcil, ja que el tambor requeria un espai considerable i, com a conseqüència, l'emmagatzematge de municions es va reduir inicialment a 60 projectils per tambor. Per al Fw 190 A-5 es va desenvolupar un tambor de municions amb una capacitat nominal de 90 projectils i es va readaptar per a algunes variants anteriors. També es van fer experiments amb cintes de munició.
El MG FF es va adaptar per disparar un nou tipus de munició anomenat Minengeschoss. Aquest projectil amb parets més primes permetia augmentar la càrrega explosiva. Aquest projectil era més lleuger i, per tant, tenia una velocitat de sortida més elevada que la munició anterior; això va comportar també que es generen menys retrocés que els projectils anteriors que va requerir una modificació del mecanisme de recuperació. Amb aquesta modificació es podria disparar la nova munició, però les armes no adaptades no podien fer-la servir pel perill que comportava de danys al canó. Per evitar aquests errors, es va reanomenar l'arma adaptada com a MG FF/M. Es va introduir en els Bf 109 E-4 i Bf 110 C-4 l'estiu de 1940.

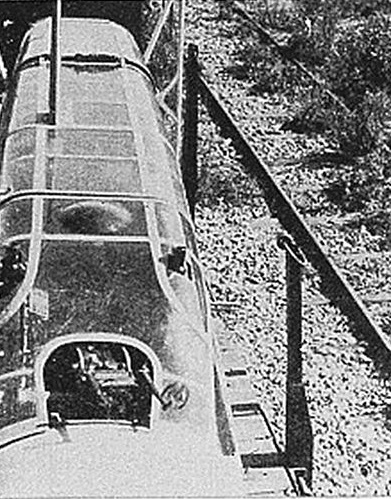
Bf 110 equipat amb dos MG FF en posició Schräge Musik

Els MG FF i FF/M van veure un ampli ús en avions de combat com el Bf 109 (versions de l' E-3 a la F-1), el Bf 110 (versions de la C a la F), i el Fw 190 (versions de l'A-1 a l'A-5). Les primeres variants del Fw 190 (A-1 a A-5) es van equipar de manera estàndard amb un parell de MG 151 al morro i un parell de MG FF/M, a les ales; tot i que de vegades es van eliminar al front les MG FF/M per tal de estalviar pes. El MG FF/M es municionava des d'un tambor de 60 projectils que requeria un voladís que s'adaptava dins de l'ala (90 projectils a l'A-5). Des de la A-6 en endavant, el MG FF /M es va substituir per un parell de MG 151/20 alimentant-se de cintes de munició de 125 projectils o es van suprimir del tot. El canó també s'adaptava a bombarders com el Do 217, Ju 88, He 111, Do 17, així com a molts altres avions, com a defensa aèria, o més sovint com a anti-vaixells. Tot i que el MG FF va ser reemplaçat sovint amb el MG 151/20 de 20 mm a partir del 1941, el 1943 es va produir com la arma principal de l'Schräge Musik dels caces nocturns Bf 110 (i altres), ja que s'ajustava perfectament a la cabina posterior i la velocitat de sortida del projectil era menys important en aquesta aplicació (també hi havia un excedent d'aquesta arma i municions per utilitzar).